# Praga Mignon
Praga Mignon byl typ osobního automobilu vyráběný Automobilním oddělením První českomoravské továrny na stroje v Praze-Libni mezi lety 1911 až 1929. Mignon byl prvním modelem zcela navrženým a vyrobeným značkou Praga. Podle tehdejších zvyklostí byl vůz označen Praga 16 HP.

## Historie

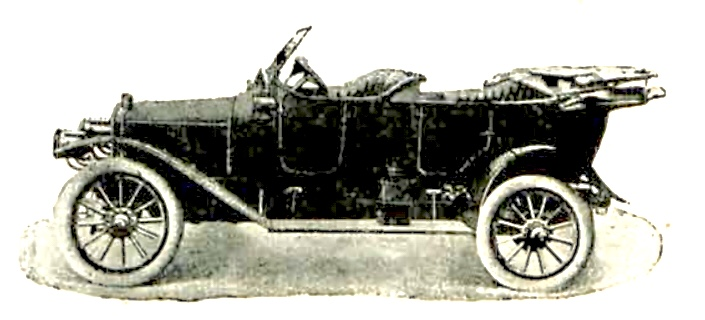
Praga Mignon z roku 1912 ve verzi phaeton-torpédo

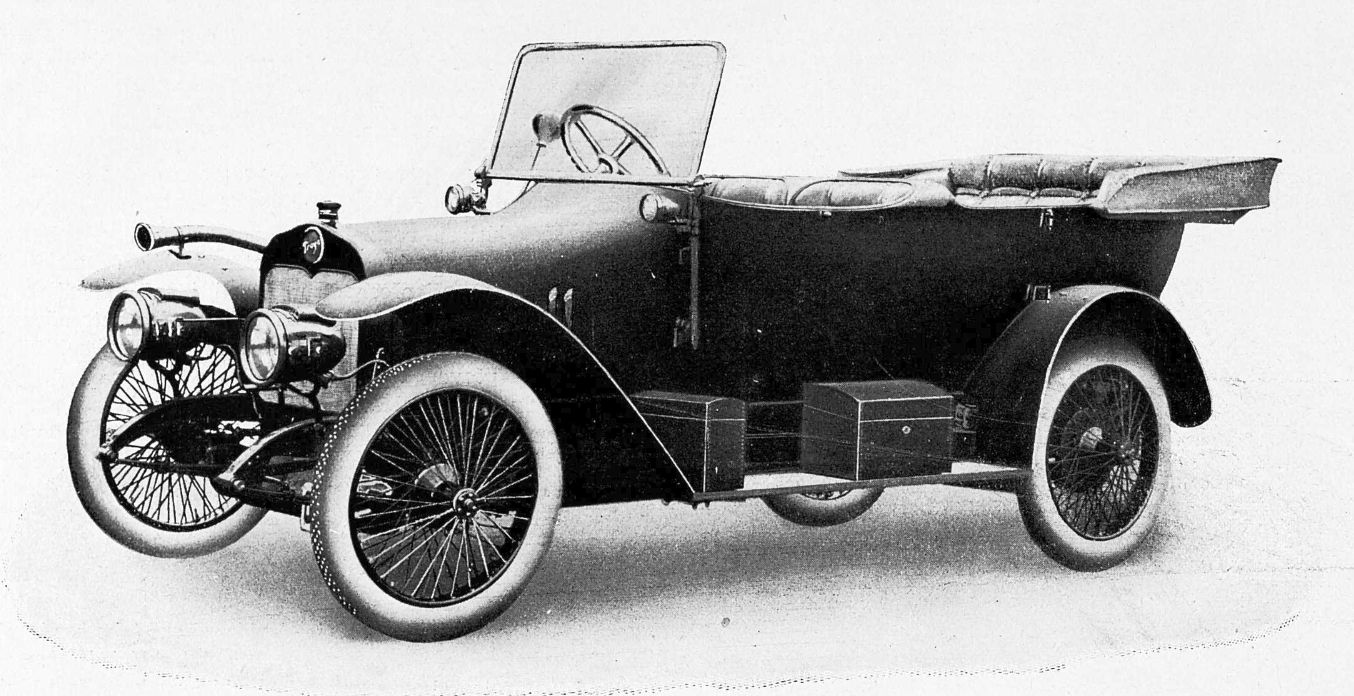
Praga Mignon (1913), torpedo, doublephaeton

Mignon navrhl mladý a talentovaný inženýr František Kec, kterému značka Praga vděčí za to, že dokázala překonat svá náročná první léta. Konstruktér původně zaměstnaný v automobilce Laurin & Klement navrhl během šesti měsíců tento všestranný, středně velký model, navržený jako lidový vůz, který uvedl strojírenskou značku Praga na trh osobních vozů. Jednalo se o první původní model továrny, který nahrazoval zde licenčně vyráběné vozy Praga Charon.
První série byla vybavena motorem 1 100 cm³, který byl počínaje třetí sérií zvětšen na 1 848 cm³. Jednalo se o elegantní limuzínu s rozvorem 3 m a hmotností 1 300 kg s maximální rychlostí 70 km/h. Od roku 1925 se na karoseriích vozů začal podílet také karosář Josef Sodomka. Od roku 1927 byl čtyřválcový motor nahrazen řadovým šestiválcem o objemu 2 498 cm³, který se o dva roky později zvýšil na 2 638 cm³. Výrobu ukončila hospodářská krize, která skončila po osmnácti sériích.

## Vlastnosti

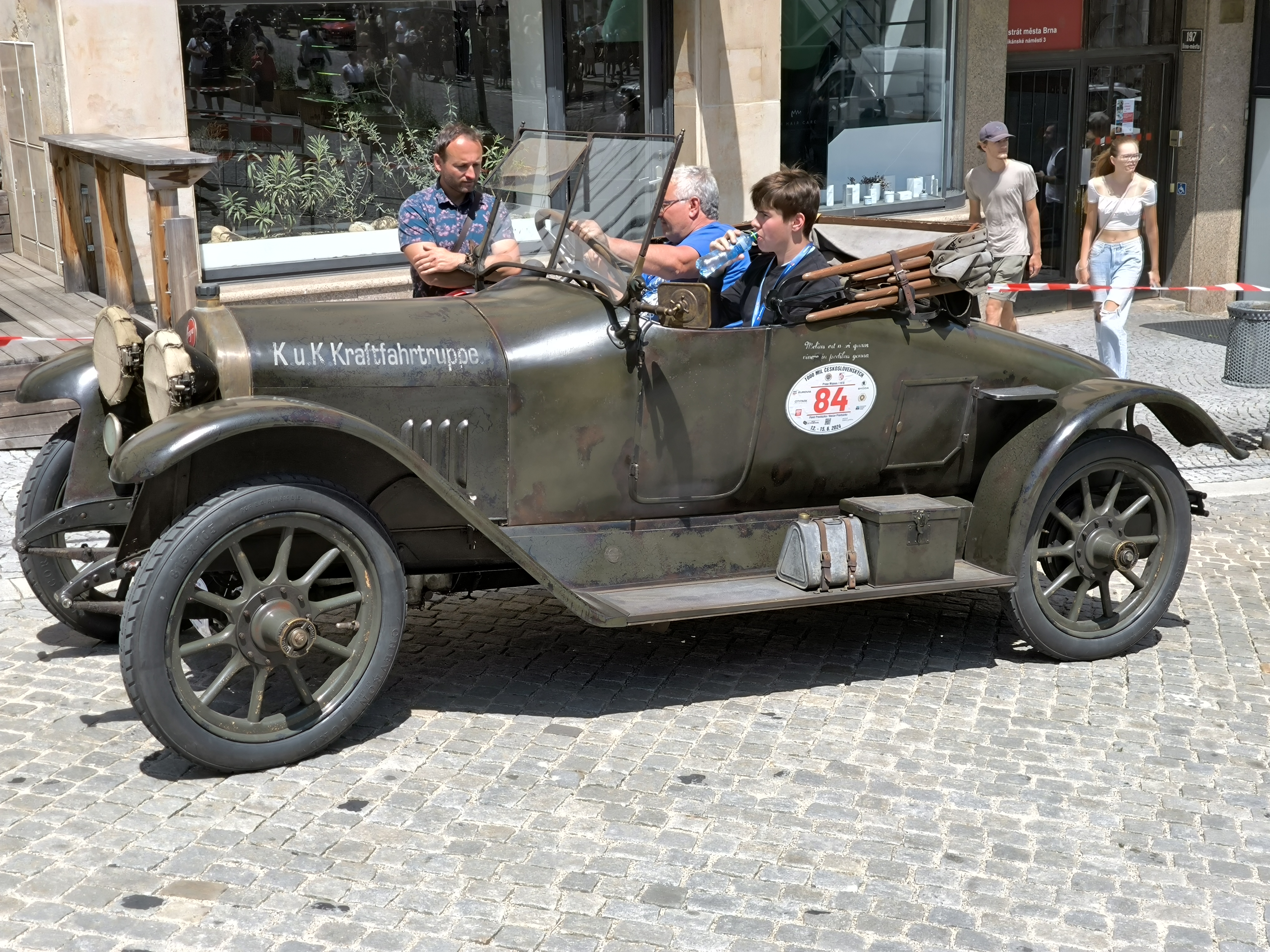
Praga Mignon Coupé z roku 1916 v nátěru rakousko-uherské armády

Původním modelem byl pětimístný, třídveřový torpédový phaeton vybavený vodou chlazeným čtyřválcovým motorem s bočním ventilem. Jednalo se o pohon zadních kol se čtyřstupňovou převodovkou. Aby nabídka uspokojila i majetnější klientelu, byl Migron vyráběn také jako uzavřená limuzína typu městské kupé nebo sedan, což byly nejžádanější verze, jiné karoserie byly pak vyráběny zakázkově, jak bylo v té době zvykem.
Ve svých nejnovějších verzích byl podvozek Mignon vybaven pevnými závěsy náprav a brzdový systém těžil z posilovače brzd. Motor byl poháněn dvěma karburátory Zénith s trojitým difuzorem a byl vybaven zapalovacím systémem Bosch. Dostal odnímatelnou hlavu válců typu Ricardo a čtyřložiskovou klikovou hřídel. Hydraulické zařízení zabraňovalo řidiči sešlápnout plynový pedál při nedostatečném tlaku oleje, což zabránilo vážnému poškození motoru. A stejně jako u všech vozů Praga se ovládání směrových světel automaticky vrátilo do neutrálu po vrácení volantu.
Interiér byl designově čistý. Dominantní zde byla kůže a plyš a mnoho doplňků bylo navrženo tak, aby zajistilo pohodlí cestujících. U limuzín byly na oknech stahovací závěsy, vnitřní lampy, telefonní zařízení pro komunikaci s řidičem, elektrický zapalovač cigaret a pro pány držáky na vycházkové hole.
V této úrovni výbavy se cena Mignonu, byť zůstala nižší než u modelu Praga Grand, se kterým sdílel některé komponenty, dostala na částky, díky nimž byl určen pro velmi bohaté zákazníky. Cenově odpovídala mj. modelům československých osobních vozů Aero, a byla též ekvivalentní mj. modelům jako Mercedes-Benz W02, který předčila v kvalitě. Ve své kategorii se tak z hlediska ceny umístil na dobrém místě, což vysvětluje jeho komerční úspěch ve střední Evropě.
Spolu s typem nákladního vozu Praga V, byť ve zcela jiném segmentu, pomohl Mignon vybudovat dobré jméno automobilky Praga na domácím i mezinárodním automobilovém trhu.

## Výroba
Údaje o produkci se liší v závislosti na zdrojích. Udává se, že celkový počet vyrobených strojů byl 5 000 až 6 000 kusů. 